# Платинатримолибден
Платинатримолибден — бинарное неорганическое соединение, интерметаллид
платины и молибдена
с формулой Mo3Pt,
кристаллы.

## Получение
- Сплавление стехиометрических количеств чистых веществ:

{\displaystyle {\mathsf {Pt+3Mo\ {\xrightarrow {1880^{o}C}}\ Mo_{3}Pt}}}

## Физические свойства
Платинатримолибден образует кристаллы
гексагональной сингонии,
пространственная группа P 63/mmc,
параметры ячейки a = 0,5640 нм, c = 0,4562 нм, Z = 2,
структура типа станнида триникеля Ni3Sn или кадмийтримагния Mg3Cd.
При температуре выше 1475÷1880°С (в зависимости от состава) происходит фазовый переход в структуру
гексагональной сингонии,
пространственная группа P 63/mmc,
параметры ячейки a = 0,2820 нм, c = 0,4526 нм, Z = 0,5
структура типа магния Mg
.
Соединение конгруэнтно плавится при температуре 2175°С
и имеет широкую область гомогенности 31÷54 ат.% платины.